# فهرست آثار ملی شهرستان تربت حیدریه
فهرست آثار ملی شهرستان تربت حیدریه شامل ۴۶ اثر ملی در شهرستان تربت حیدریه است که تا ۱۳۹۷ به ثبت رسیده‌اند که سهم این شهرستان در سطح استان خراسان رضوی که بالغ بر ۱۴۰۷ اثر تاریخی ثبت شده دارد معمول است.
مزار و مسجد قطب‌الدین حیدر اولین اثر ملی این شهرستان است که در ۱۵ دی ۱۳۱۰ خورشیدی در فهرست آثار ملی ایران قرار گرفت.

## آثار ثبت‌شده
| ردیف | نام اثر                      | نگاره          | دیرینگی                                              | موقعیت | شمارهٔ ثبت | تاریخ ثبت       | منبع   |
| ---- | ---------------------------- | -------------- | ---------------------------------------------------- | --- | --------- | --------------- | ------ |
| ۱    | مزار و مسجد قطب‌الدین حیدر    |                | دوره تیموری - دوره صفوی                              | شهر تربت حیدریه ۳۵°۱۶′۳۲٫۶″ شمالی ۵۹°۱۲′۵۰٫۳″ شرقی / ۳۵٫۲۷۵۷۲۲°شمالی ۵۹٫۲۱۳۹۷۲°شرقی                                               | ۱۷۵       | ۱۵ دی ۱۳۱۰      | [ ۴ ]  |
| ۲    | رباط طبسی                    |                | دوره قاجار                                           | شهر تربت حیدریه - خیابان قائم، ضلع شمال شرقی مزار قطب‌الدین حیدر ۳۵°۱۶′۳۲″ شمالی ۵۹°۱۲′۵۲″ شرقی / ۳۵٫۲۷۵۵۶°شمالی ۵۹٫۲۱۴۴۴°شرقی     | ۴۸۰۲      | ۱۹ اسفند ۱۳۸۰   | [ ۵ ]  |
| ۳    | حمام حاجی رئیس               |                | دوره قاجار                                           | شهر تربت حیدریه - انتهای خیابان روحبخش ۳۵°۱۶′۱۶″ شمالی ۵۹°۱۳′۲″ شرقی / ۳۵٫۲۷۱۱۱°شمالی ۵۹٫۲۱۷۲۲°شرقی                               | ۵۱۴۶      | ۲۵ اسفند ۱۳۸۰   | [ ۶ ]  |
| ۴    | رباط علیا                    | بارگذاری تصویر | دوره قاجار                                           | شهر تربت حیدریه - محله قدیمی رباط علیا، خیابان رباط علیا ۳۵°۱۵′۳۸″ شمالی ۵۹°۱۲′۴۳″ شرقی / ۳۵٫۲۶۰۵۶°شمالی ۵۹٫۲۱۱۹۴°شرقی            | ۵۶۹۸      | ۲۵ اسفند ۱۳۸۰   | [ ۷ ]  |
| ۵    | سرای گلشن                    | بارگذاری تصویر | دوره قاجار                                           | شهر تربت حیدریه - حاشیه شرقی محله برزار، خیابان ابوذر غفاری                                                                       | ۵۶۹۹      | ۲۵ اسفند ۱۳۸۰   | [ ۸ ]  |
| ۶    | آب‌انبار شیر چهارسوق          | بارگذاری تصویر | دوره قاجار                                           | شهر تربت حیدریه - خیابان فردوسی جنوبی                                                                                             | ۶۳۷۷      | ۷ مهر ۱۳۸۱      | [ ۹ ]  |
| ۷    | رباط لاری                    |                | دوره قاجار                                           | شهر تربت حیدریه - ضلع جنوبی میدان رباط، خیابان روح بخش ۳۵°۱۶′۱۴″ شمالی ۵۹°۱۳′۴″ شرقی / ۳۵٫۲۷۰۵۶°شمالی ۵۹٫۲۱۷۷۸°شرقی               | ۶۶۶۱      | ۱۰ دی ۱۳۸۱      | [ ۱۰ ] |
| ۸    | رباط کسکک                    | بارگذاری تصویر | دوره صفوی                                            | بخش مرکزی - روستای کسکک | ۶۸۶۶      | ۱۰ دی ۱۳۸۱      | [ ۱۱ ] |
| ۹    | رباط تروسک                   | بارگذاری تصویر | دوره تیموری - دوره صفوی                              | روستای تروسک | ۷۴۸۳      | ۱۲ بهمن ۱۳۸۱    | [ ۱۲ ] |
| ۱۰   | مزار شیخ ابوالقاسم گرکانی    |                | معاصر                                                | روستای شیخ ابوالقاسم | ۷۶۱۴      | ۱۷ اسفند ۱۳۸۱   | [ ۱۳ ] |
| ۱۱   | رباط شورحصار                 | بارگذاری تصویر | دوره صفوی                                            | روستای شورحصار | ۸۲۶۷      | ۲۴ فروردین ۱۳۸۲ | [ ۱۴ ] |
| ۱۲   | مزار نظام‌الملک کبروی         | بارگذاری تصویر | سده ۹ ق                                              | شهر کدکن - انتهای کوچه حمام | ۸۹۵۴      | ۱۰ خرداد ۱۳۸۲   | [ ۱۵ ] |
| ۱۳   | مجموعه تاریخی مذهبی کدکن     | بارگذاری تصویر | سده ۹ ق                                              | شهر کدکن - انتهای کوچه حمام | ۸۹۵۳      | ۱۰ خرداد ۱۳۸۲   | [ ۱۶ ] |
| ۱۴   | مسجد شیخ حیدر کدکن           | بارگذاری تصویر | سده ۹ ق - دوره تیموری                                | شهر کدکن - انتهای کوچه حمام | ۸۹۵۵      | ۱۰ خرداد ۱۳۸۲   | [ ۱۷ ] |
| ۱۵   | حمام نواب (زورخانه)          | بارگذاری تصویر | دوره قاجار                                           | شهر تربت حیدریه - خیابان فرمانداری، کوچه باشگاه                                                                                   | ۱۱۶۶۱     | ۲۴ اسفند ۱۳۸۳   | [ ۱۸ ] |
| ۱۶   | خانه حاجی رئیس               | بارگذاری تصویر | دوره قاجار                                           | شهر تربت حیدریه - خیابان فردوسی جنوبی، کوچه میلان ۲، پلاک ۲۰                                                                      | ۱۱۶۶۲     | ۲۴ اسفند ۱۳۸۳   | [ ۱۹ ] |
| ۱۷   | خانه حاج مصطفی امین          | بارگذاری تصویر | دوره قاجار                                           | شهر تربت حیدریه - خیابان باغ سلطانی، پلاک ۴۰۱                                                                                     | ۱۱۶۶۳     | ۲۴ اسفند ۱۳۸۳   | [ ۲۰ ] |
| ۱۸   | مزار بوری‌آباد                | بارگذاری تصویر | دوره صفوی                                            | روستای بوری‌آباد | ۱۱۹۰۸     | ۵ تیر ۱۳۸۴      | [ ۲۱ ] |
| ۱۹   | چله‌خانه مجموعه قطب‌الدین حیدر | بارگذاری تصویر | دوره صفوی - دوره قاجار                               | شهر تربت حیدریه - خیابان قائم، اداره میراث فرهنگی                                                                                 | ۱۱۹۰۹     | ۵ تیر ۱۳۸۴      | [ ۲۲ ] |
| ۲۰   | مسجد عماد                    | بارگذاری تصویر | دوره قاجار                                           | شهر تربت حیدریه - خیابان فرمانداری، روبری دارایی                                                                                  | ۱۱۹۲۱     | ۵ تیر ۱۳۸۴      | [ ۲۳ ] |
| ۲۱   | حمام صفائیان (حمام گودی)     | بارگذاری تصویر | دوره قاجار                                           | شهر تربت حیدریه - خیابان فردوسی جنوبی، کوچه شیرچهارسوق                                                                            | ۱۱۹۲۲     | ۵ تیر ۱۳۸۴      | [ ۲۴ ] |
| ۲۲   | مسجد شیخ یوسف علی            | بارگذاری تصویر | دوره قاجار                                           | شهر تربت حیدریه - ابتدای خیابان فرمانداری، راسته راست خیابان فرمانداری                                                            | ۱۱۹۲۳     | ۵ تیر ۱۳۸۴      | [ ۲۵ ] |
| ۲۳   | سرای قیصریه                  | بارگذاری تصویر | دوره قاجار                                           | شهر تربت حیدریه - سمت راست خیابان فردوسی جنوبی، پ ۶۵                                                                              | ۱۲۰۰۱     | ۱۲ تیر ۱۳۸۴     | [ ۲۶ ] |
| ۲۴   | رباط کامه                    | بارگذاری تصویر | دوره قاجار                                           | شرق روستای کامه سفلی | ۱۳۸۶۳     | ۲۵ آبان ۱۳۸۴    | [ ۲۷ ] |
| ۲۵   | مسجد جامع حاج سید حسن کدکنی  | بارگذاری تصویر | اواخر دوره قاجار                                     | شهر کدکن - میدان مسجد جامع، نبش خ شهید جوادی                                                                                      | ۱۳۸۷۲     | ۲۵ آبان ۱۳۸۴    | [ ۲۸ ] |
| ۲۶   | مزار پیر یاهو                | بارگذاری تصویر | اوایل دوره قاجار                                     | ۷۰ کیلومتری شمال غرب تربت حیدریه، ارتفاعات شرق کدکن                                                                               | ۱۴۳۲۵     | ۱۶ اسفند ۱۳۸۴   | [ ۲۹ ] |
| ۲۷   | بلغور خانه کسکک              | بارگذاری تصویر | دوره قاجار                                           | بخش مرکزی - دهستان بالا ولایت، غرب روستای کسکک                                                                                    | ۱۴۳۶۸     | ۱۶ اسفند ۱۳۸۴   | [ ۳۰ ] |
| ۲۸   | مزار پیر سنگی                | بارگذاری تصویر | دوره پهلوی                                           | دامنه ارتفاعات جنوبی شهر کدکن | ۱۵۲۶۸     | ۲۴ اسفند ۱۳۸۴   | [ ۳۱ ] |
| ۲۹   | حسینیه بالاده برس            | بارگذاری تصویر | اواخر دوره قاجار                                     | روستای برس | ۱۶۳۲۰     | ۲۴ اسفند ۱۳۸۴   | [ ۳۲ ] |
| ۳۰   | مزار حافظ رجب                | بارگذاری تصویر | دوره قاجار                                           | روستای برس | ۱۷۸۷۳     | ۱۴ اسفند ۱۳۸۵   | [ ۳۳ ] |
| ۳۱   | مزار قطب‌الدین محمد           | بارگذاری تصویر | دوره صفوی                                            | روستای برس | ۱۷۸۷۴     | ۱۴ اسفند ۱۳۸۵   | [ ۳۴ ] |
| ۳۲   | مسجد جامع تربت حیدریه        |                | دوره قاجار                                           | شهر تربت حیدریه - حاشیه ضلع جنوب غربی میدان مرکزی (میدان امام خمینی) ۳۵°۱۶′۲۵″ شمالی ۵۹°۱۳′۸″ شرقی / ۳۵٫۲۷۳۶۱°شمالی ۵۹٫۲۱۸۸۹°شرقی | ۲۴۹۸۴     | ۱۸ اسفند ۱۳۸۷   | [ ۳۵ ] |
| ۳۳   | پل کسکک                      | بارگذاری تصویر | دوره قاجار                                           | بخش جلگه‌رخ - جنوب روستای کامه | ۲۴۹۸۹     | ۱۸ اسفند ۱۳۸۷   | [ ۳۶ ] |
| ۳۴   | مجموعه قطب‌الدین حیدر         | بارگذاری تصویر | دوره صفوی - دوره قاجار                               | شهر تربت حیدریه - خیابان قائم، اداره میراث فرهنگی، جنب شرق آرامگاه مجموعه قطب‌الدین حیدر                                           | ۱۱۹۰۹     | ۵ تیر ۱۳۸۳      | [ ۳۷ ] |
| ۳۵   | تپه شور حصار                 | بارگذاری تصویر | تاریخی                                               | روستای شورحصار | ۱۱۶۵۶     | ۲۴ اسفند ۱۳۸۳   | [ ۳۸ ] |
| ۳۶   | تپه قلعه نو                  | بارگذاری تصویر | سده ۳ تا ۹ ق                                         | ۳ کیلومتری روستای عبدآباد | ۱۱۶۵۹     | ۲۴ اسفند ۱۳۸۳   | [ ۳۹ ] |
| ۳۷   | تپه سربالا                   | بارگذاری تصویر | سده‌های اولیه اسلامی                                  | روستای سربالا | ۱۱۹۱۱     | ۵ تیر ۱۳۸۴      | [ ۴۰ ] |
| ۳۸   | محوطه عبدآباد                | بارگذاری تصویر | سده‌های اولیه اسلامی - سده ۷ ق                        | نامشخص | ۱۳۴۳۲     | ۷ شهریور ۱۳۸۴   | [ ۴۱ ] |
| ۳۹   | محوطه زروند                  | بارگذاری تصویر | دوران پیش از تاریخ ایران باستان - سده‌های میانه اسلام | دو کیلومتری شرق شهر کدکن | ۲۳۸۶۷     | ۲۵ آبان ۱۳۸۷    | [ ۴۲ ] |
| ۴۰   | تپه قندشتن                   | بارگذاری تصویر | سده ۵ تا ۹ ق                                         | نامشخص | ۲۹۰۵۷     | ۱۳ بهمن ۱۳۸۸    | [ ۴۱ ] |
| ۴۱   | تپه کافرخار                  | بارگذاری تصویر | تاریخی                                               | نامشخص | ۲۹۰۶۳     | ۱۳ بهمن ۱۳۸۸    | [ ۴۱ ] |
| ۴۲   | تپه خروج                     | بارگذاری تصویر | هزاره سوم پیش از میلاد                               | نامشخص | ۲۹۰۶۵     | ۱۳ بهمن ۱۳۸۸    | [ ۴۱ ] |
| ۴۳   | تپه درخت سنجد                | بارگذاری تصویر | هزاره دوم پیش از میلاد                               | نامشخص | ۲۹۰۶۶     | ۱۳ بهمن ۱۳۸۸    | [ ۴۱ ] |
| ۴۴   | تپه همایون                   | بارگذاری تصویر | سده ۷- ۴ ق                                           | نامشخص | ۲۹۵۳۰     | ۹ آذر ۱۳۸۹      | [ ۴۱ ] |
| ۴۵   | تپه دهنه غار                 | بارگذاری تصویر | سده‌های میانی اسلامی                                  | نامشخص | ۳۰۲۹۲     | ۲۴ خرداد ۱۳۹۰   | [ ۴۱ ] |
| ۴۶   | تپه چشمه کریم                | بارگذاری تصویر | سده ۲ یا ۱ ق                                         | نامشخص | ۳۰۴۶۹     | ۸ دی ۱۳۹۰       | [ ۴۱ ] |

## آثار تازه ثبت‌شده
| ردیف | نام اثر                             | نگاره          | دیرینگی    | موقعیت                                      | شمارهٔ ثبت | تاریخ ثبت | منبع   |
| ---- | ----------------------------------- | -------------- | ---------- | ------------------------------------------- | --------- | --------- | ------ |
| ۱    | باغ ملی                             | بارگذاری تصویر | دوره پهلوی | شهر تربت حیدریه - تقاطع خیابان معلم و مطهری | ۳۳۹۶۵     | ۱۴۰۲      | [ ۴۳ ] |
| ۲    | ساختمان اداره نوغان‌داری تربت حیدریه | بارگذاری تصویر | دوره پهلوی | شهر تربت حیدریه                             | ۳۳۹۶۴     | ۱۴۰۳      | [ ۴۴ ] |